# Gare de Lagny - Thorigny
La gare de Lagny - Thorigny est une gare ferroviaire française de la ligne de Noisy-le-Sec à Strasbourg-Ville, située sur le territoire des communes de Pomponne, à l'ouest, et de Thorigny-sur-Marne, à l'est, dans le département de Seine-et-Marne en région Île-de-France. Elle est proche de la commune de Lagny-sur-Marne dont la limite nord se trouve au milieu de la Marne, rivière située à environ 150 mètres au sud de la gare.
C'est aujourd'hui une gare de la Société nationale des chemins de fer français (SNCF) desservie par les trains du réseau Transilien Paris-Est (ligne P).
Le pôle gare Lagny - Thorigny - Pomponne a fait l'objet d'une rénovation du printemps 2009 à l'automne 2011. Cette rénovation a principalement concerné les abords : gare routière, parcs de stationnement, ainsi que la sécurisation des accès notamment pour les piétons et les vélos.

## Situation ferroviaire

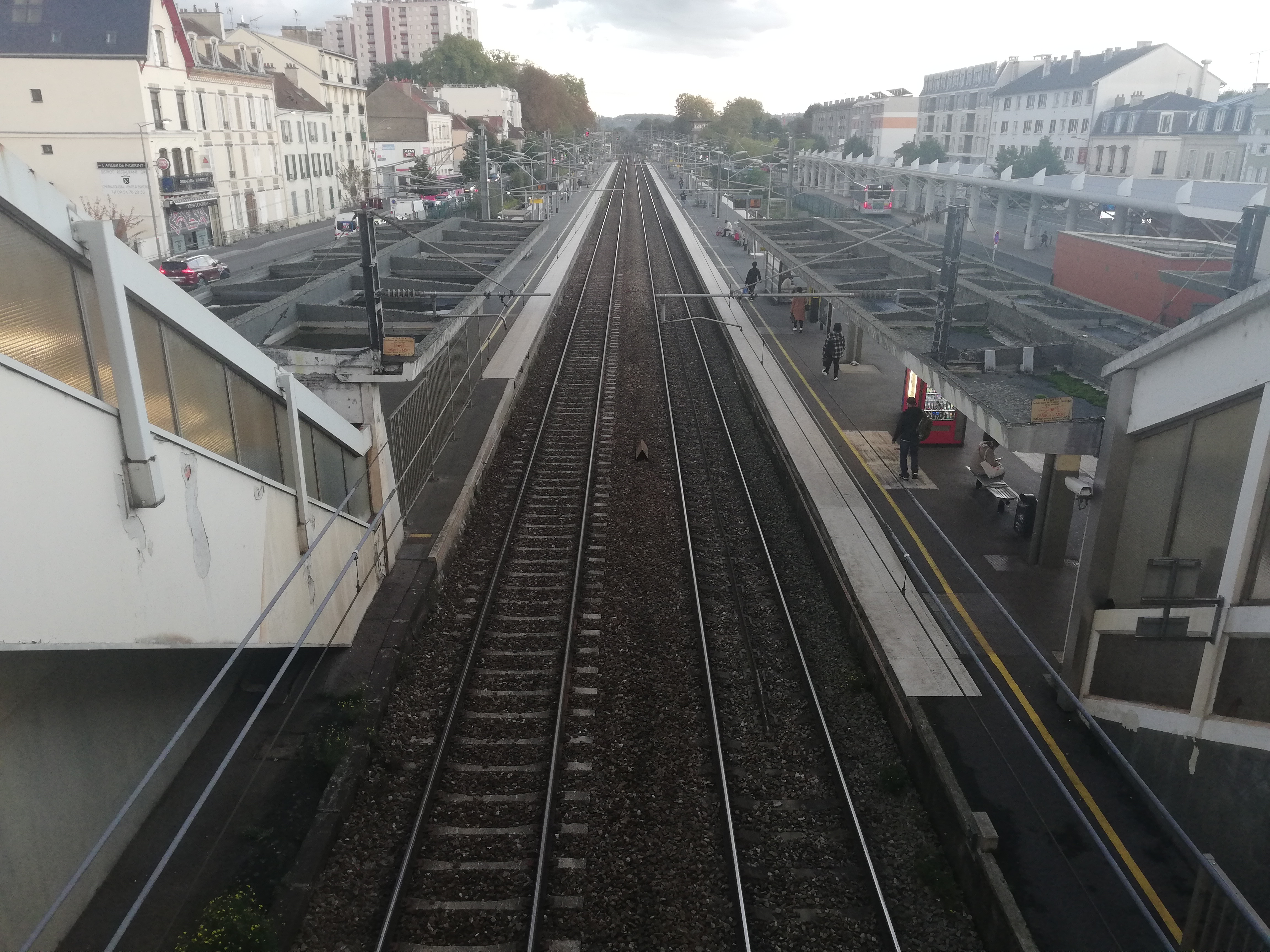
Vue d'ensemble des voies et de la gare.

La gare de Lagny - Thorigny, établie à 43 m d'altitude, est située au point kilométrique (PK) 27,357 de la ligne de Noisy-le-Sec à Strasbourg-Ville, entre les gares ouvertes de Vaires - Torcy et Esbly.

## Histoire
Le bâtiment voyageurs d'origine — démoli en 1934 lors du passage de 2 à 4 voies après l'accident de Noël 1933 — fut sans doute édifié dans les années 1850. Il s'agit d'un bâtiment de type 7 construit à cette époque par la Compagnie de l'Est à de nombreux endroits, notamment pour la gare d'Esbly. Il se distingue toutefois des autres bâtiments de ce type par la présence d'un troisième niveau sous bâtière transversale ayant l'aspect d'un grand lanterneau rectangulaire situé au-dessus de la grande baie centrale du deuxième étage.
Le 23 décembre 1933, est survenu entre cette gare et celle de Vaires - Torcy l'accident ferroviaire de Lagny-Pomponne qui, avec deux cent quatorze morts et trois cents blessés, reste le plus meurtrier en France après l'accident ferroviaire de Saint-Michel-de-Maurienne en 1917.
Le bâtiment voyageurs actuel date de l'électrification de la ligne en 1962.
En 2022, selon les estimations de la SNCF, la fréquentation annuelle de la gare est de 3 156 126 voyageurs.
Le sous-titre Pomponne, du nom de la ville voisine, figure sur le totem informatif situé à l'entrée principale de la gare. Cependant, ce sous-titre n'est présent ni sur les plans de la ligne, ni sur les plaques signalétiques de la gare, ni sur les autres totems informatifs.

## Services voyageurs

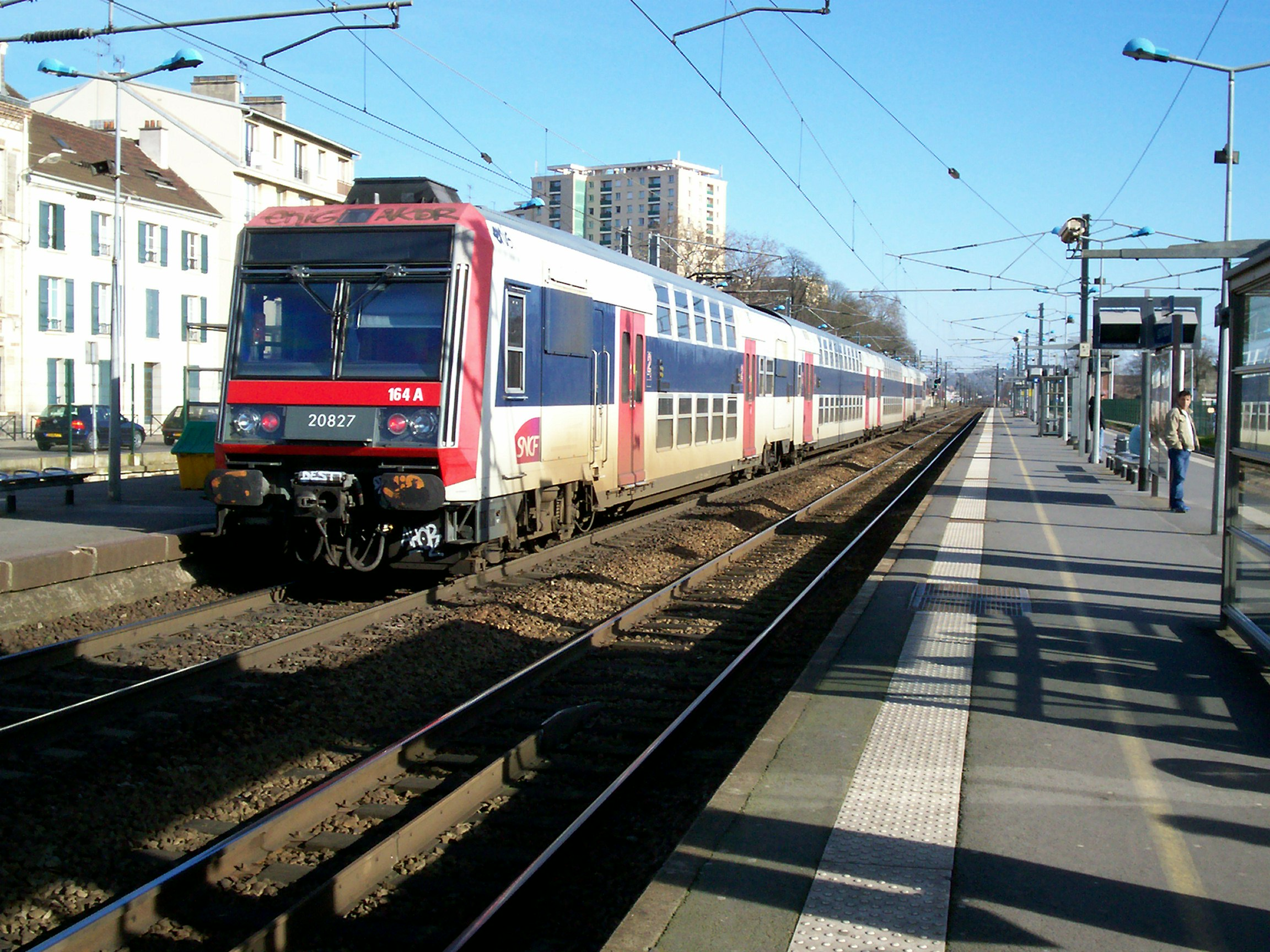
Une rame Z 20500 à quai.

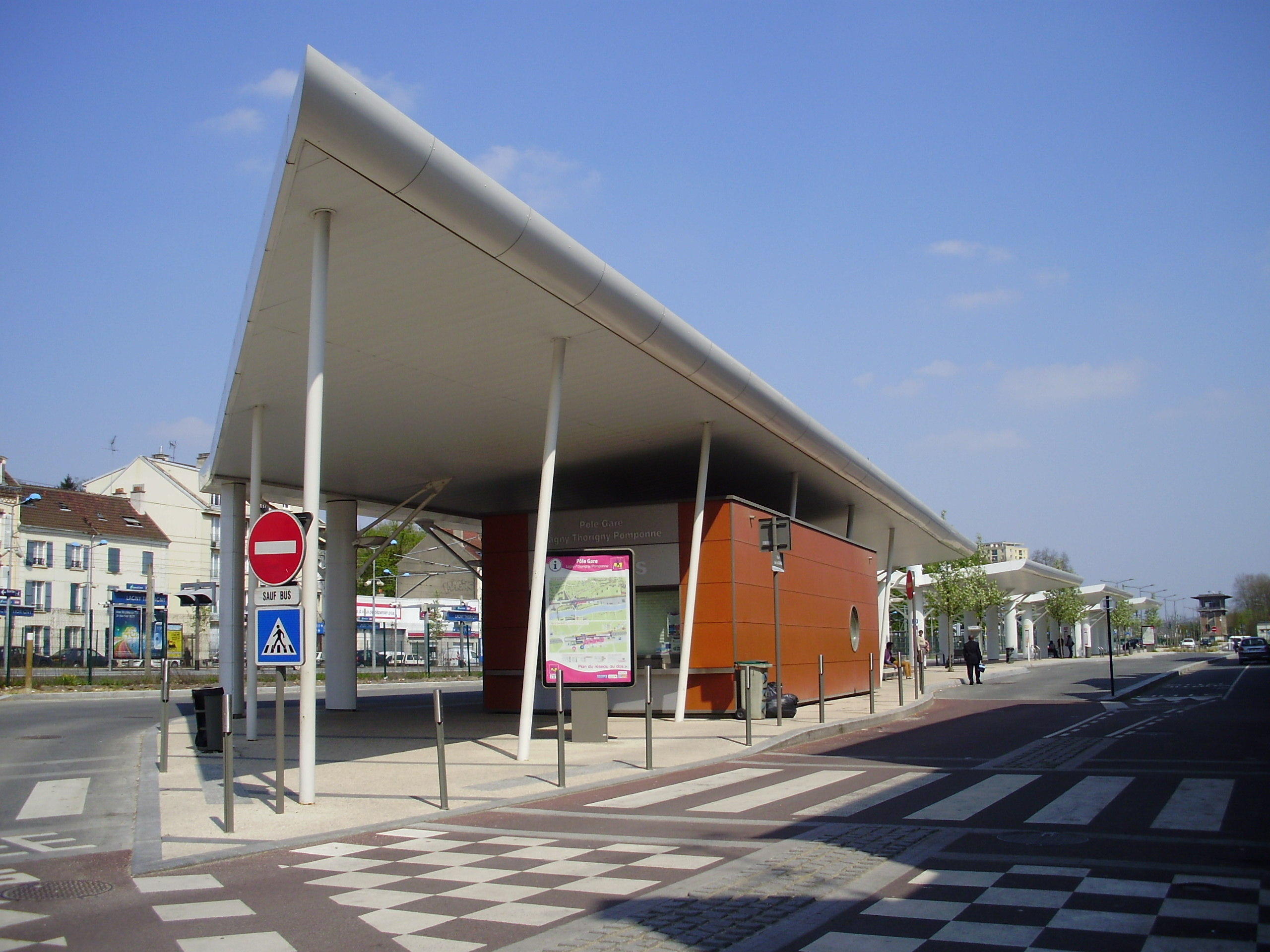
Gare routière sur le côté sud des voies, à l'est du bâtiment voyageurs.

### Accueil
Gare SNCF du réseau Transilien, elle offre divers services avec, notamment, une présence commerciale du lundi au dimanche et les jours fériés, l'ouverture d'un guichet de vente de billets grandes lignes (fermé dimanche et fêtes) et des aménagements et services pour les personnes à mobilité réduite. Elle est équipée d'automates pour la vente des titres de transport (Transilien, Navigo et grandes lignes) et du système d'information en temps réel. Une boutique de presse est installée en gare, ainsi que divers services (cabine photographique, téléphone, photocopieuse). Une Work & Station, permettant la recharge d'ordinateurs portables et de téléphones mobiles, est aussi disponible en gare.
La gare de Lagny - Thorigny fait partie des pôles rénovés dans le cadre du Plan de déplacements urbain. Le site internet de la communauté d'agglomération de Marne-et-Gondoire lui consacre un dossier.

### Desserte
La gare est reliée à la gare de l'Est en 20 à 25 minutes ainsi qu'à la gare de Meaux en 15 minutes et sert d'alternative au RER A en offrant une liaison plus rapide pour rejoindre le centre de Paris, mais moins intéressante en raison de son terminus à la gare de l'Est et des fréquences moindres. Elle est desservie par les trains de la ligne Paris - Meaux via Chelles, tronçon de la ligne P du Transilien (réseau Paris-Est), dans chaque sens par 2 à 4 trains par heure. En situation perturbée, elle peut jouer le rôle de terminus de certains trains.

### Fréquentation
De 2015 à 2024, selon les estimations de la SNCF, la fréquentation annuelle de la gare s'élève aux nombres indiqués dans le tableau ci-dessous.
| Année     | 2015      | 2016      | 2017      | 2018      | 2019      | 2020      | 2021      | 2022      | 2023      | 2024      |
| --------- | --------- | --------- | --------- | --------- | --------- | --------- | --------- | --------- | --------- | --------- |
| Voyageurs | 3 561 964 | 3 668 740 | 3 760 262 | 3 784 219 | 3 821 213 | 1 587 104 | 2 624 826 | 3 156 126 | 3 498 118 | 3 847 632 |

### Intermodalité
La gare est desservie par les lignes 2220, 2221, 2223, 2224, 2225, 2226, 2229, 2250, 2251, 2252, 2253, 2254, 2291, Soirée Lagny-Thorigny et le service de Transport à la Demande du réseau de bus de Marne-la-Vallée, ainsi que par la ligne 5 du réseau de bus Marne et Brie.

## Projets

### Desserte par le RER E

#### Prolongement jusqu'à Meaux
À terme, la gare de Lagny - Thorigny pourrait être desservie par la ligne E du RER, dans le cadre du projet de prolongement de la branche E2, actuellement terminus en gare de Chelles - Gournay, jusqu'à la gare de Meaux. L'extension du RER E permettrait de remplacer l'actuelle liaison ligne P, entre Paris - Gare de l'Est et Meaux. Ce prolongement oriental, inscrit au schéma directeur de la région Île-de-France (SDRIF), est lié au prolongement de cette ligne E vers l'ouest, en raison de la saturation de la gare d'Haussmann - Saint-Lazare. Elle est provisoirement exploitée en terminus, alors qu'elle n'a pas été conçue pour cet usage. Cet éventuel prolongement risque de mécontenter les usagers des gares de Chelles, Vaires - Torcy, Lagny - Thorigny et Esbly, car cela entraînerait un allongement du temps de parcours avec la suppression des trains de la ligne P, directs de Paris à Chelles, en imposant une desserte omnibus sur la totalité du parcours.

#### Branche proposée jusqu'au secteur du Val d'Europe
En plus du prolongement jusqu'à la gare de Meaux, le Schéma directeur de la région Île-de-France de 1994, avait proposé une nouvelle branche orientale du RER E jusqu'au secteur IV (Val d'Europe) de Marne-la-Vallée. Elle aurait eu pour terminus la gare de Marne-la-Vallée - Chessy, afin d'être en correspondance avec la branche Marne-la-Vallée du RER A et la gare TGV. Le prolongement jusqu'à Marne-la-Vallée - Chessy aurait permis d'établir une liaison ferroviaire directe, entre la gare de Lagny - Thorigny et le quatrième secteur de Marne-la-Vallée, comprenant son complexe touristique de Disneyland Paris.
Cette proposition d'extension du RER E jusqu'à la gare de Marne-la-Vallée - Chessy, n'a jamais été reprise dans les dernières mises à jour du SDRIF, et n'a pas fait l'objet d'études.

### Liaison TCSP Lagny - Thorigny / Val d’Europe
À l'avenir, selon le SDRIF, la gare de Lagny - Thorigny pourrait être le terminus d'un TCSP (transport en commun en site propre) la reliant à la gare de Serris-Montévrain - Val d'Europe, en correspondance avec le RER A.